# Peperomia australana
Peperomia australana är en pepparväxtart som beskrevs av Truman George Yuncker. Peperomia australana ingår i släktet peperomior, och familjen pepparväxter. Inga underarter finns listade i Catalogue of Life.